# Carl Fahlstedt
Carl Adolf Leopold Fahlstedt, född den 19 november 1863 i Storkyrkoförsamlingen, Stockholm, död den 4 juli 1931 i Klara församling, Stockholm,, var en svensk lexikograf, sonson till Carl Adolf Fahlstedt, 
Fahlstedt avlade studentexamen i sin hemstad 1882, filosofie kandidat vid Uppsala universitet 1886, avlade lärarexamen vid universitetet i Genua 1893, var 1891-96 lärare vid gymnasierna i Voltri och Nicastro samt från 1899 lärare i moderna språk vid Beskowska skolan i Stockholm och från 1905 föreståndare för Svenska bokhandelsskolan där. Fahlstedt företog synnerligen omfattande utrikesresor för språkliga studier samtutgav, utom översättningar och artiklar i svenska, italienska, spanska och franska publikationer Svenskt-italienskt parlörlexikon (1898) och Italiensk-svensk ordbok (1904).